# Rivolta di Pavia (1796)
La rivolta di Pavia fu un episodio d'insurrezione della città di Pavia e dei suoi dintorni contro le truppe francesi comandate dal generale Napoleone Bonaparte.

## Antefatti
Il 28 aprile del 1796 l’armistizio di Cherasco portò la guerra sempre più vicino a Pavia, tanto che anche l’università venne temporaneamente chiusa. Il 10 maggio Napoleone Bonaparte, a capo dell’armata d’Italia, sbaragliò alla battaglia del ponte di Lodi gli austriaci, aprendosi così l’accesso alla Lombardia Austriaca. Il protagonista della battaglia, il generale Pierre François Charles Augereau, il 14 maggio entrò a Pavia con 6 000 soldati, dove venne accolto dal vescovo Giuseppe Bertieri e dal podestà. Augereau vista la disponibilità delle autorità locali a collaborare con i francesi, non eseguì sostituzioni nel governo della città (le cui cariche erano ricoperte quasi esclusivamente da aristocratici) e garantì la proprietà e il culto. Ma i giacobini locali, guidati ora da Giovanni Antonio Ranza (reduce della repubblica di Alba), non tollerarono la cosa e, per ragioni opposte, tali misure non furono gradite neanche dai ceti popolari, per anni sottoposti dal governo asburgico, dalle autorità locali e dal clero a una forte propaganda antirivoluzionaria, che tacciarono il vescovo e il podestà di vigliaccheria. Il 16 maggio alcuni giacobini locali, contro il parere e la sensibilità di gran parte degli altri cittadini, buttarono giù dal suo piedistallo la statua del Regisole, una grande statua equestre in bronzo tardoromana che raffigurava un imperatore a cavallo e che da secoli era uno dei simboli di Pavia, per sostituirla con l’albero della libertà, mentre, grazie all'intervento di Pietro Tamburini, fu risparmiata la statua bronzea di papa Pio V. Augereau (che il 21 maggio era ripartito alla volta del fronte, lasciando nel castello Visconteo solo una piccola guarnigione di 447 soldati agli ordini del capitano Guillaume Latrille de Lorencez) deplorò la demolizione dell’antico monumento, ma alcuni dei suoi sottoposti, contravvenendo agli ordini di Napoleone, favorirono l’opera dei giacobini.

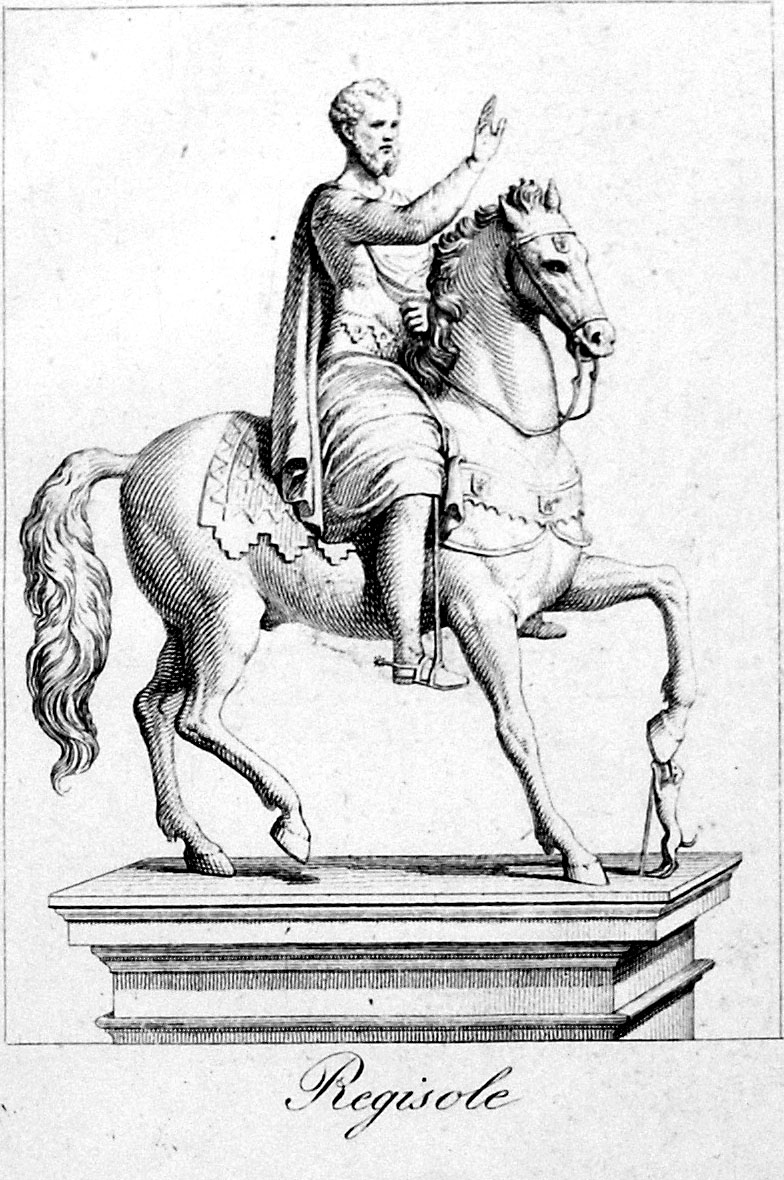
Il Regisole

Allora, nelle campagne, iniziarono a circolare voci su un imminente ritorno degli austriaci, e alcuni membri della municipalità, tutti aristocratici e grandi proprietari terrieri, cominciarono a mobilitare i loro contadini e fittabili. La controrivoluzione iniziò a Trivolzio già il 17 maggio, il 21 si allargò a Casorate Primo e Binasco, con il concorso dei parroci di Samperone e Trivolzio, facilitati nella loro opera anche dal malumore causato dalle pesanti requisizioni di prodotti agricoli pretese dai francesi.

## La rivolta
Il 23 maggio migliaia di contadini armati di fucili, pistole, picche, roncole, forche e altri attrezzi agricoli, di sorpresa, entrarono a Pavia inneggiando all'Imperatore. Al suono assordante di tutte le campane suonate a martello dai campanili della città, i contadini, probabilmente guidati dagli agenti dei veri organizzatori della rivolta (aristocratici e clero), prima diedero la caccia ai francesi e ai giacobini e poi irruppero negli ex conventi di Santa Croce, di San Tommaso e nella Confraternita di San Rocco, dove gli austriaci avevano nascosto fucili e munizioni. A questo punto si organizzarono e scelsero come loro guida il capomastro Natale Barbieri, che subito pretese dalle autorità municipali pane, vino e formaggio per i suoi uomini. Ma la presenza di un numero così alto di contadini, indisciplinati ed esaltati dal loro iniziale successo dentro le mura, cominciò a infastidire sia le autorità comunali, sia gli abitanti di Pavia. I rivoltosi catturarono il generale Honoré Alexandre Haquin, che scampò al linciaggio grazie al pronto intervento di alcuni membri della municipalità, e cominciarono ad assediare il castello Visconteo, dove si era rinchiusa la piccola guarnigione francese, la quale, dopo un combattimento che causò vittime d’ambo le parti, si arrese ai contadini. I soldati catturati vennero disarmati e condotti nell'ex monastero di Santa Clara.

## La reazione francese
Nel frattempo, Napoleone, che si trovava a Lodi, venne informato della rivolta: immediatamente ordinò al generale Hyacinthe François Joseph Despinoy di reprimerla duramente; Bonaparte stava infatti avanzando verso est contro gli austriaci e non poteva permettersi di lasciarsi sacche di resistenza alle spalle. Il 24 maggio Binasco fu presa dai francesi, venne saccheggiata, molte abitazioni furono incendiate e circa un centinaio di abitanti furono uccisi, mentre l’arcivescovo di Milano, Filippo Maria Visconti, accompagnato da monsignor Giuseppe Rosales, fu inviato a Pavia per convincere la città ad arrendersi ai francesi. Ma i rivoltosi rifiutarono ogni proposta di resa, e così, il 25 maggio, Pavia fu attaccata da 2 000 fanti, 300 dragoni e sei pezzi d'artiglieria. I francesi forzarono alcune porte urbane, tra le quali anche porta Milano, e penetrarono in città, cominciando a colpire a casaccio sia i contadini, sia i cittadini, mentre i rivoltosi rispondevano all’attacco sparando ai francesi dai tetti, dai campanili e arrivando perfino a scagliare tegole contro i militari. Ma mentre i combattimenti erano in corso, alcuni soldati francesi cominciarono a saccheggiare la città. Negli scontri furono uccisi circa 80 rivoltosi, mentre i francesi ebbero almeno 9 morti e una sessantina di feriti.
Nel tardo pomeriggio, domata la rivolta, Napoleone giunse a Pavia, accompagnato da Antoine Christophe Saliceti, commissario del Direttorio, e si installò nel collegio Caccia, dove ordinò al vescovo, al clero e ad alcuni aristocratici di venire al suo cospetto. Costoro implorarono a Bonaparte il perdono per la rivolta e il capo dell’armata d’Italia, con un atto di clemenza, stabilì che il saccheggio della città sarebbe terminato alle 09.00 del giorno seguente, invece che due giorni dopo. Il capo dei rivoltosi, Natale Barbieri, venne fucilato il 26 maggio davanti al castello e questa fu la prima delle sette fucilazioni che colpirono i controrivoluzionari. Ma poi i tribunali militari si fermarono, risparmiando così la vita di gran parte di coloro che avevano preso parte diretta o indiretta alla rivolta. Anche la proposta dei giacobini locali di far deportare ad Antibes 64 nobili, ecclesiastici e possidenti di Pavia non trovò attuazione. Rimasero invece dolorosamente aperte le ferite conseguenti il saccheggio. Furono razziate case, negozi, chiese, conventi e il Monte di Pietà, neanche i poveri furono risparmiati, tanto che si conservano le denunce di almeno 118 vittime di furti, ma molti nobili e popolani non inoltrarono alle autorità municipali domanda di risarcimento. Furono rubati non solo denari, gioielli e argenterie, ma anche federe, lenzuoli, vestiti, posate e generi alimentari, beni che furono poi in parte riscattati dal comune tramite un fondo di solidarietà. Tuttavia pare che, forse perché un buon numero degli abitanti era ancora armato, i francesi si siano limitati a estorcere beni, ma non commisero violenze o stupri, così come, a parte alcuni prelevamenti mirati (come le mazze d’argento dei bidelli e alcuni volumi della Biblioteca Universitaria), l’università non fu saccheggiata. Peggior sorte subirono alcuni beni ecclesiastici: gran parte delle campane delle chiese furono sequestrate e destinate alla fonderia (all’epoca i cannoni erano in bronzo, come le campane), mentre la Certosa subì la perdita di numerose opere d’arte e della copertura in piombo dei tetti.
Il 28 maggio Antoine Christophe Saliceti impartì l’ordine alla nuova municipalità, quasi tutta composta da democratici, di rastrellare le armi dei ribelli ancora presenti sul territorio provinciale, pena la fucilazione immediata. Vennero così consegnati dai contadini ben 2 159 fucili, 444 pistole e 612 armi da taglio tra spade, pugnali, baionette e picche, confermando che il numero dei contadini armati era stato molto alto, ma forse altre armi furono nascoste.